# Landkreis Uckermark

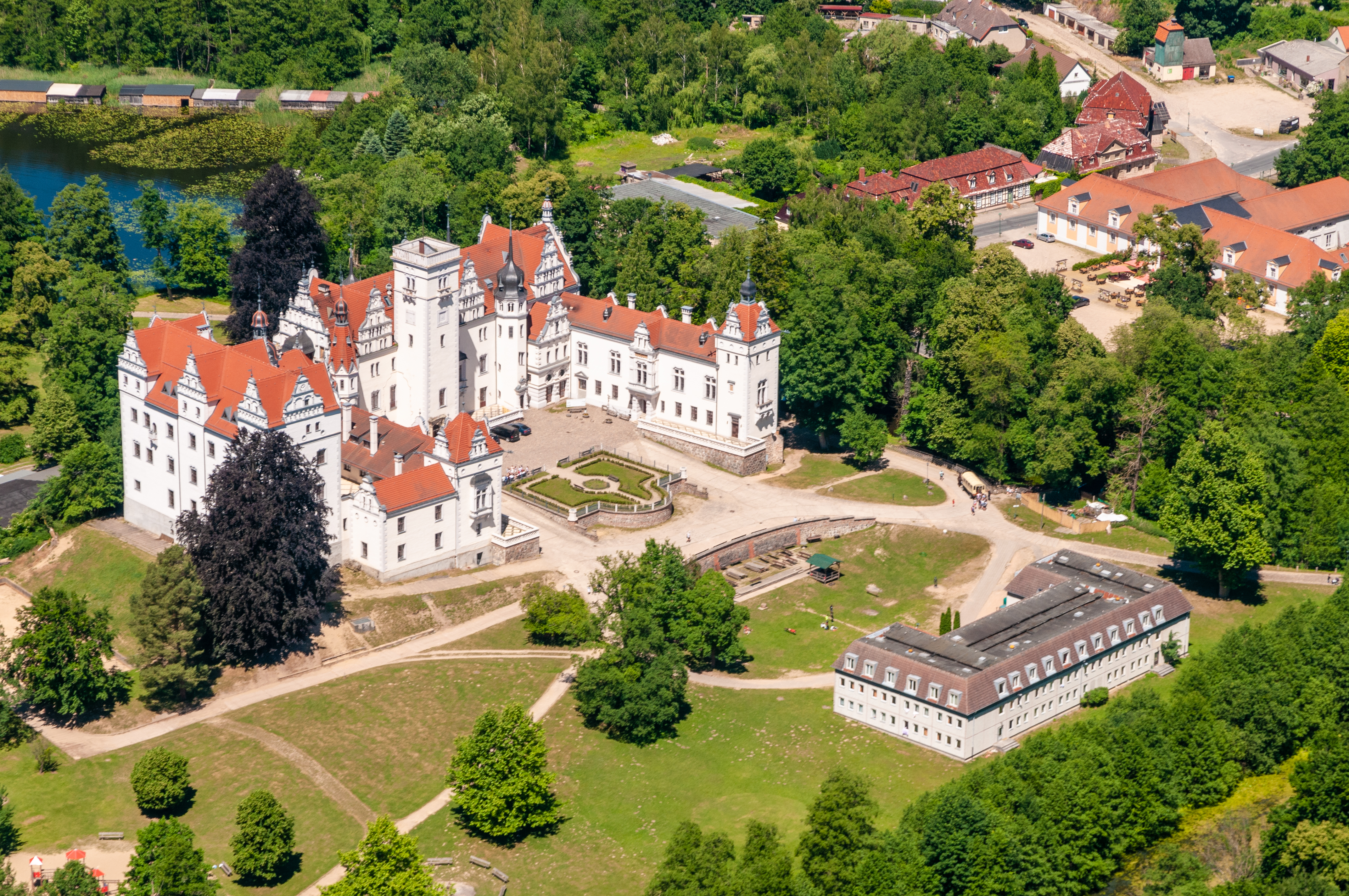
Schloss Boitzenburg gehört zu den bekanntesten Sehenswürdigkeiten des Kreises

Der Landkreis Uckermark ist ein Landkreis im Nordosten Brandenburgs. Von Dezember 1993 bis September 2011 war er mit 3058 km² der nach Fläche größte Landkreis in Deutschland.

## Geographie
Der Landkreis Uckermark liegt im äußersten Nordosten des Landes Brandenburg an der Grenze zur polnischen Woiwodschaft Westpommern. Das Gebiet des Landkreises deckt den überwiegenden Teil der seenreichen Region Uckermark ab, der kleinere nördliche Teil der Landschaft Uckermark dagegen gehört zu Mecklenburg-Vorpommern (Landkreise Mecklenburgische Seenplatte und Vorpommern-Greifswald). Mit dem Amt Gartz (Oder) gehören ehemals vorpommersche Gebiete wiederum zum brandenburgischen Landkreis Uckermark. Im Südwesten hat der Landkreis Anteil am Waldgebiet Schorfheide.
Nachbarn sind im Norden die mecklenburg-vorpommerschen Landkreise Mecklenburgische Seenplatte und Vorpommern-Greifswald, im Süden der Landkreis Barnim und im Westen der Landkreis Oberhavel. Die Oder bildet im Osten den längsten Teil der Grenze zu den Landkreisen (Powiaten) Police (Pölitzer Kreis) und Gryfino (Greifenhagener Kreis) in der polnischen Woiwodschaft Westpommern.

### Metropolregion Stettin
Der Landkreis wird seit 2012 aktiv durch Kooperationen innerhalb des Ballungsraumes der Metropole Stettin als Teil einer europäischen Metropolregion entwickelt, das gemeinsame Entwicklungskonzept wurde im Juni 2015 vorgestellt.

### Naturschutzgebiete
Im Landkreis Uckermark gibt es 72 Naturschutzgebiete. Das größte (Melzower Forst) hat eine Fläche von 2.830,66 ha, das kleinste (Eiskellerberge-Os bei Malchow) eine Fläche von 5,16 ha.

## Gemeinden
Seit dem 19. April 2022 gibt es im Landkreis Uckermark 30 Gemeinden, darunter sieben Städte.
(Einwohner am 31. Dezember 2024)
| Amtsfreie Städte 1. Angermünde (14.233) 2. Lychen (3139) 3. Prenzlau (18.928) 4. Schwedt/Oder (33.730), mitverwaltend für Pinnow (913) 5. Templin (15.590) Weitere amtsfreie Gemeinden 1. Boitzenburger Land (2944) 2. Nordwestuckermark (4097) 3. Uckerland (2412) |

Ämter und zugehörige Gemeinden

(Sitz der Amtsverwaltung *)
| 1. Brüssow (Uckermark) (4365) 1. Brüssow, Stadt * (1842) 2. Carmzow-Wallmow (570) 3. Göritz (788) 4. Schenkenberg (630) 5. Schönfeld (535) 2. Gartz (Oder) (6282) 1. Casekow (1743) 2. Gartz (Oder), Stadt * (2328) 3. Hohenselchow-Groß Pinnow (694) 4. Mescherin (726) 5. Tantow (791) | 3. Gerswalde (4209) 1. Flieth-Stegelitz (488) 2. Gerswalde * (1468) 3. Milmersdorf (1389) 4. Mittenwalde (378) 5. Temmen-Ringenwalde (486) 4. Gramzow (6590) 1. Gramzow * (1728) 2. Grünow (956) 3. Oberuckersee (1589) 4. Randowtal (876) 5. Uckerfelde (962) 6. Zichow (479) |

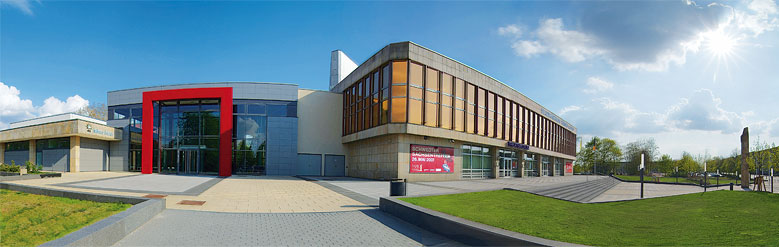
Theater in Schwedt, der mit Abstand bevölkerungsreichsten Stadt im Kreis

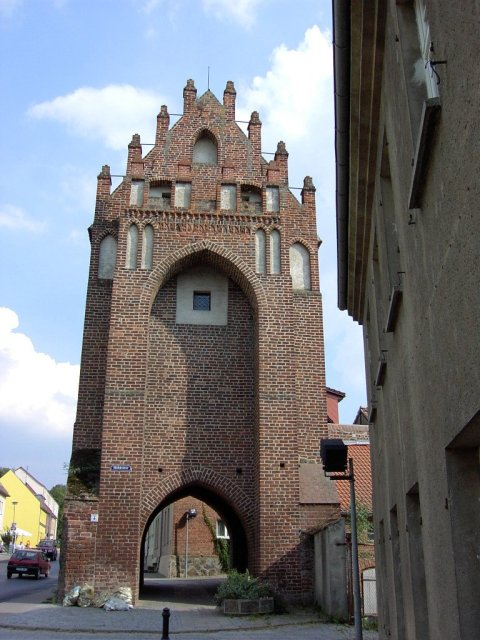
Mühlentor in Templin, der drittgrößten Stadt des Kreises

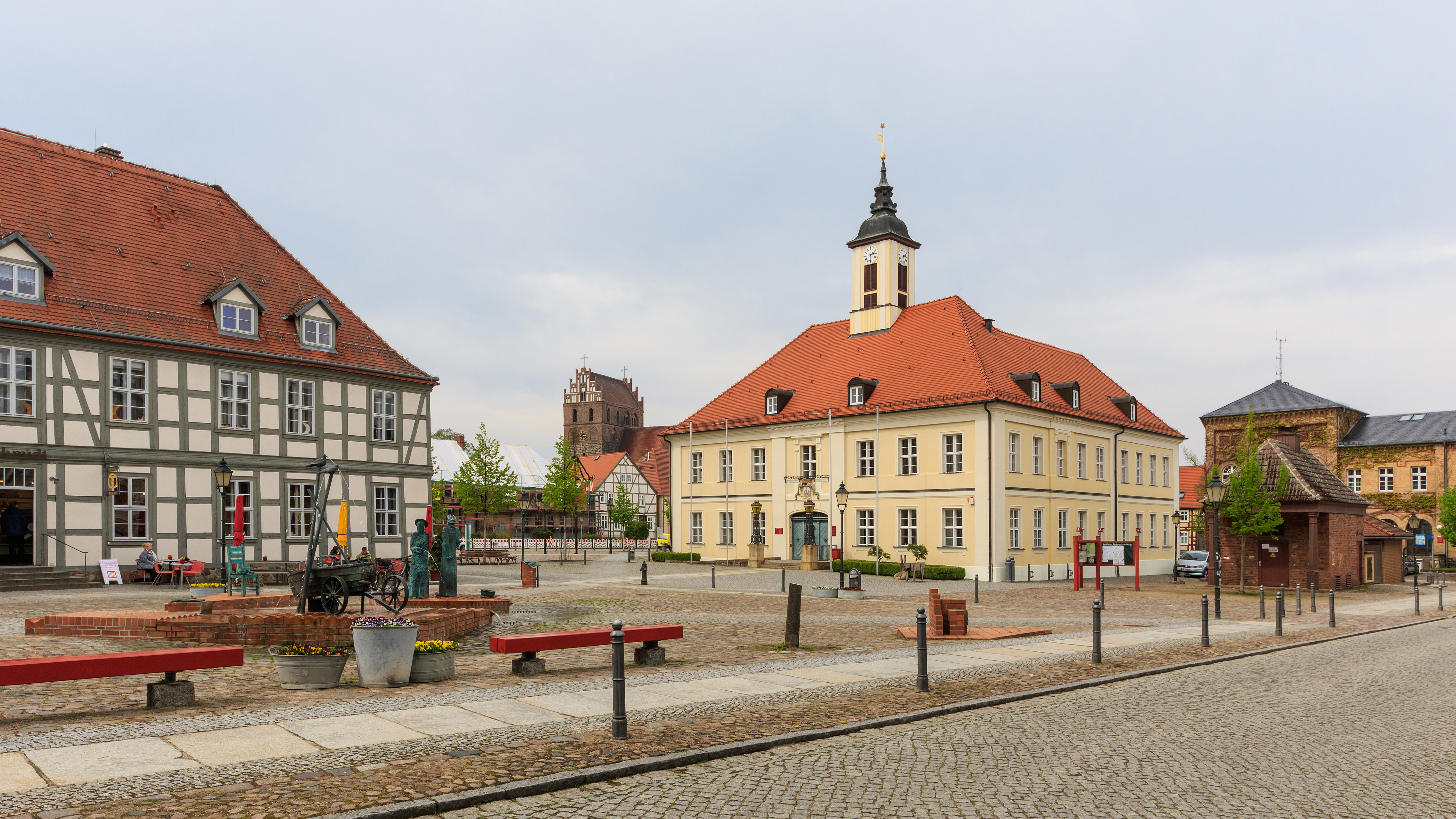
Marktplatz in Angermünde, der viertgrößten Stadt des Kreises

## Geschichte
Die Uckermark gehörte als eine sich über mehrere Landkreise erstreckende historische Landschaft jahrhundertelang bis 1945 zur preußischen Provinz Brandenburg, deren Gebiet westlich der Oder-Neiße-Grenze als Land innerhalb der Sowjetischen Besatzungszone neukonstituiert wurde.
Im Zuge der Auflösung der Länder in der 1949 gegründeten DDR im Jahr 1952 kam die Uckermark mit den Kreisen Prenzlau, Strasburg und Templin zum Bezirk Neubrandenburg, der Kreis Angermünde wurde dem Bezirk Frankfurt (Oder) zugeordnet. Die Stadt Schwedt/Oder wurde kreisfreie Stadt im Bezirk Frankfurt (Oder).
Mit der Länderneubildung 1990 kam die Uckermark mit Ausnahme der bei Mecklenburg-Vorpommern verbleibenden Stadt Strasburg und eines nördlich der heutigen Landesgrenze Brandenburgs entlang verlaufenden Streifens mit den Dörfern Nieden, Schmarsow, Rollwitz, Damerow, Züsedom, Fahrenwalde und andere zum Land Brandenburg. Aufgrund von Bürgerbefragungen in den Landkreisen Prenzlau und Templin ergab sich ein sehr eindeutiges Votum für die Zugehörigkeit zum Land Brandenburg. Bei einem Bürgerentscheid entschieden sich die Bürger der Stadt Brüssow und 15 weiterer vorpommerscher Gemeinden der Landkreise Pasewalk und Strasburg für den Wechsel nach Brandenburg.
Am 6. Dezember 1993 wurde im Rahmen der brandenburgischen Kreisreform der Landkreis Uckermark mit der Kreisstadt Prenzlau aus den ehemaligen Landkreisen Angermünde, Prenzlau, Templin sowie der vormals kreisfreien Stadt Schwedt/Oder gebildet. Der nordöstliche Teil des heutigen Landkreises Uckermark gehört nicht zur historischen Uckermark und war bis 1945 ein Bestandteil der preußischen Provinz Pommern.

## Bevölkerungsentwicklung
| Jahr | Einwohner |
| ---- | --------- |
| 1993 | 163 719   |
| 1995 | 160 310   |
| 2000 | 151 740   |
| 2005 | 139 326   |
| 2010 | 129 738   |
| 2015 | 121 014   |

| Jahr | Einwohner |
| ---- | --------- |
| 2020 | 118 250   |
| 2021 | 117 336   |
| 2022 | 117 822   |
| 2023 | 117 797   |
| 2024 | 117 432   |

Gebietsstand und Einwohnerzahl am 31. Dezember des jeweiligen Jahres, ab 2011 auf Basis des Zensus 2011, ab 2022 auf Basis des Zensus 2022

## Politik

### Kreistag
| Wahl des Kreistags Uckermark 2024Wahlbeteiligung: 64,5 % (2019: 54,2 %) %403020100 31,1 %18,1 %17,2 %8,1 %7,2 %4,4 %4,4 %3,9 %2,3 %3,5 % AfDCDUSPDBVB/FWLinkeBfVGfBLRgGrüneFDPSonst.Gewinne und Verlusteim Vergleich zu 2019 %p 16 14 12 10 8 6 4 2 0 −2 −4 −6+15,7 %p−3,6 %p−4,0 %p+0,9 %p−6,0 %p+4,4 %p−1,2 %p−3,8 %p−3,9 %p+1,5 %pAfDCDUSPDBVB/FWLinkeBfVGBLRGrüneFDPSonst.Anmerkungen:f Bündnis Uckermark für Vernunft und Gerechtigkeitg Bauern – Ländlicher Raum | Sitzverteilung im Kreistag Uckermark seit 2024Insgesamt 50 Sitze - Linke: 4 - BfVG: 2 - SPD: 9 - Grüne: 2 - EB Piwodda (PdF): 1 - BLR: 2 - BVB/FW: 4 - FDP: 1 - CDU: 9 - AfD: 16 |

Die 50 Sitze im Kreistag, der am 9. Juni 2024 gewählt wurde, verteilen sich wie folgt auf die einzelnen Parteien und Gruppierungen:
| Partei/Gruppierung                               | Stimmen 2019 | Stimmen 2024 |  | Sitze 2019 | Sitze 2024 |
| ------------------------------------------------ | ------------ | ------------ |  | ---------- | ---------- |
| AfD                                              | 15,4 %       | 31,1 %       |  | 8          | 16         |
| CDU                                              | 21,7 %       | 18,1 %       |  | 11         | 9          |
| SPD                                              | 21,2 %       | 17,2 %       |  | 10         | 9          |
| BVB/Freie Wähler                                 | 7,2 %        | 8,1 %        |  | 3          | 4          |
| Die Linke                                        | 13,2 %       | 7,2 %        |  | 7          | 4          |
| Bündnis Uckermark für Vernunft und Gerechtigkeit | –            | 4,4 %        |  | –          | 2          |
| Bauern – Ländlicher Raum                         | 5,6 %        | 4,4 %        |  | 3          | 2          |
| Bündnis 90/Die Grünen                            | 7,7 %        | 3,9 %        |  | 4          | 2          |
| FDP                                              | 6,2 %        | 2,3 %        |  | 3          | 1          |
| Einzelbewerber Luca Piwodda (PdF)                | –            | 1,4 %        |  | –          | 1          |
| Die PARTEI                                       | –            | 1,1 %        |  | –          | –          |
| Die Heimat (2019: NPD)                           | 1,2 %        | 0,4 %        |  | 1          | –          |
| Der III. Weg                                     | –            | 0,3 %        |  | –          | –          |
| Freie Wählervereinigung Boitzenburger Land       | –            | 0,2 %        |  | –          | –          |
| Einzelbewerberin Annegret Ritter                 | –            | 0,1 %        |  | –          | –          |

### Landrat
- 1993–2002: Joachim Benthin (CDU)[9]

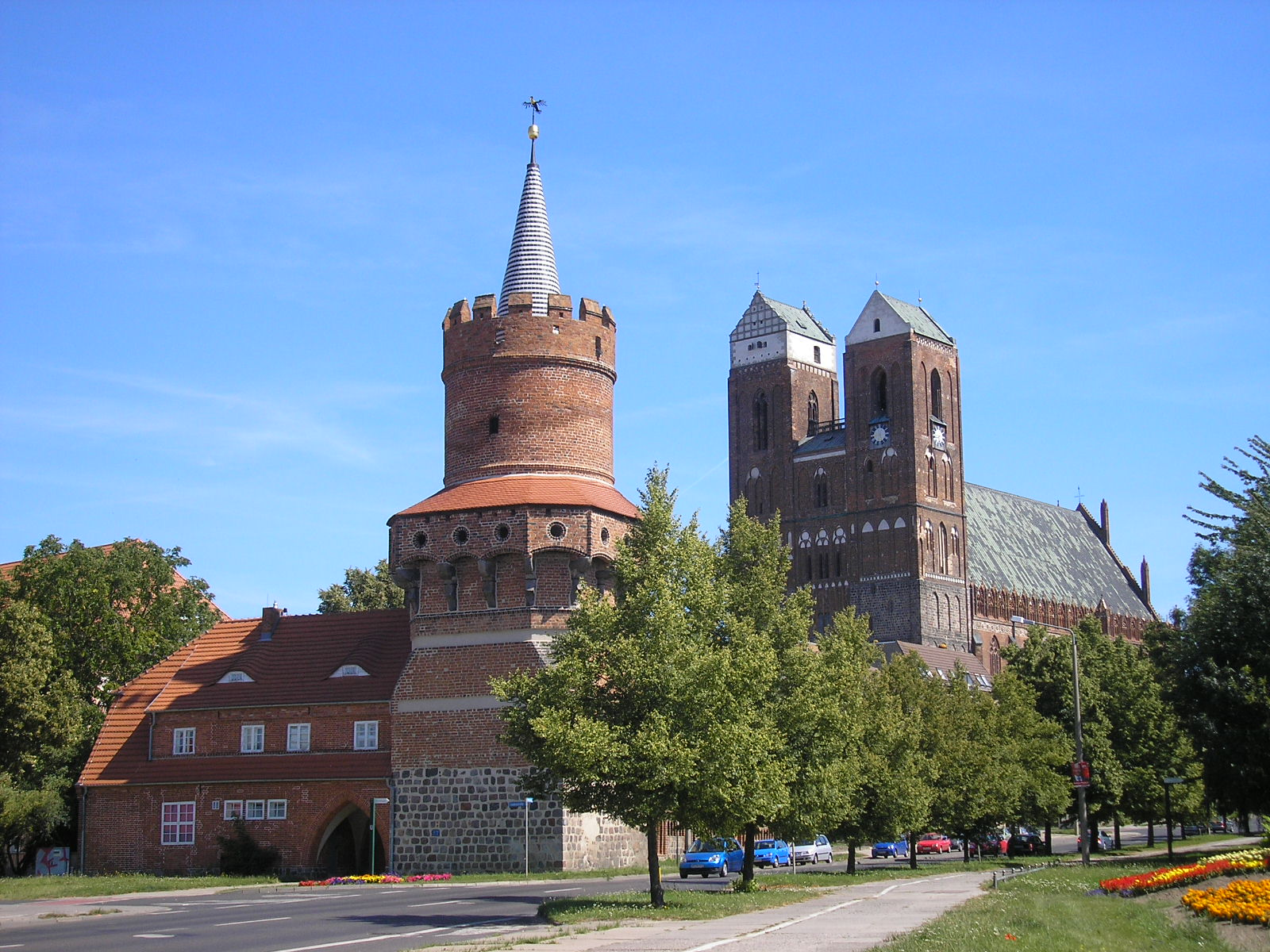
Prenzlau ist Verwaltungssitz des Landkreises

- 2002–2010: Klemens Schmitz (vormals SPD, dann parteilos)
- 2010–2018: Dietmar Schulze (SPD)
- seit 2018 Karina Dörk (CDU)

Klemens Schmitz erreichte in der Landratsstichwahl am 14. März 2010 50,8 % der gültigen Stimmen. Allerdings verfehlte er durch die geringe Wahlbeteiligung von 29,1 % das erforderliche Quorum von 15 % der Wahlberechtigten. Infolgedessen hatte der Kreistag zu entscheiden. Er wählte Dietmar Schulze am 21. April 2010 entsprechend § 72 (3) des Brandenburgischen Kommunalwahlgesetzes zum Landrat.
Karina Dörk wurde in der Landratsstichwahl am 6. Mai 2018 mit 67,6 % der gültigen Stimmen für eine Amtszeit von acht Jahren zur neuen Landrätin gewählt.

### Wappen
Das Wappen wurde am 8. November 1995 genehmigt und ist seit dem 1. Januar 1996 offiziell. Entworfen wurde es von Hans Benthin aus Berkholz.
Blasonierung: „In Gold ein mit zwei silbernen Fäden belegter, mehrfach gekerbter blauer Balken, überdeckt von einem gotischen, mit silbernen Putzflächen belegten, mit offenem Torbogen versehenen, roten Backsteinturm mit gezinnten Mauerflügeln; das Mauerwerk belegt mit zwei auswärts gelehnten silbernen Spitzschilden, darin rechts ein golden bewehrter, roter Adler mit goldenen Kleestengeln auf den Flügeln, links ein aufrechter, golden bewehrter roter Greif.“
Die Wappen der Ämter, Städte und Gemeinden des Landkreises findet man in der Liste der Wappen im Landkreis Uckermark.

## Wirtschaft und Infrastruktur

### Wirtschaft
Im Zukunftsatlas 2016 belegte der Landkreis Uckermark Platz 392 von 402 Landkreisen, Kommunalverbänden und kreisfreien Städten in Deutschland und zählt damit zu den Regionen mit „sehr hohen Zukunftsrisiken“. Im Zukunftsatlas 2019 wurde die Uckermark erneut auf Rang 392 gelistet. Der Landkreis gehört damit zu den strukturschwächsten in Deutschland.
Ein Wachstumskern mit brandenburgweiter Ausstrahlung hat sich um das größte erschlossene Gewerbegebiet im Landkreis auf 850 Hektar Fläche rund um die PCK-Raffinerie und um die Papierwerke in Schwedt/Oder gebildet. Weitere wichtige Stützen der Wirtschaft sind die Landwirtschaft, die Erneuerbare Energien (Herstellung von Solarmodulen in Prenzlau), Biogas-Anlagen in landwirtschaftlichen Betrieben und durch Windkraftanlagen im ganzen Kreisgebiet sowie der Tourismus. Durch die drei Großschutzgebiete (Nationalpark Unteres Odertal, Biosphärenreservat Schorfheide-Chorin und den Naturpark Uckermärkische Seen) kommen immer mehr Besucher in die Region.
In der Uckermark sind 6200 Unternehmen bei der IHK und Handwerkskammer registriert.
58 Prozent (176.549 ha) der Region sind landwirtschaftliche Nutzflächen, wovon z. B. auf 75 Hektar Tabak angebaut wird.

### Verkehr

#### Bundesfernstraßen
Durch das Kreisgebiet verlaufen die Bundesautobahnen A 11 und A 20 sowie die Bundesstraßen B 2, B 109, B 158, B 166 und B 198.

#### Eisenbahnnetze
Durch das Kreisgebiet verlaufen die Eisenbahnlinien von Berlin nach Stralsund, nach Stettin und nach Schwedt/Oder.
Bereits im Jahr 1842 begann die Berlin-Stettiner Eisenbahn-Gesellschaft das heutige Kreisgebiet in ihr Netz einzubeziehen. Als erste entstand die Verbindung von Berlin nach Angermünde, die schon im folgenden Jahr bis Stettin verlängert wurde. 1863 wurde die Strecke Angermünde–Prenzlau–Pasewalk bis nach Anklam in Vorpommern gebaut.
1873 wurde Schwedt an der Oder von Angermünde aus durch die Angermünde-Schwedter Eisenbahn-Gesellschaft an das Eisenbahnnetz angeschlossen. Dem folgte 1877 eine Querverbindung nach Bad Freienwalde (Oder) (Richtung Küstrin) durch die Berlin-Stettiner Eisenbahn-Gesellschaft.
Die Preußische Staatsbahn erschloss 1888 vom Bahnhof Löwenberg (Mark) an der Berliner Nordbahn den Altkreis Templin mit einer Strecke, die 1899 bis zum Bahnhof Prenzlau durchgeführt wurde, und errichtete in den Jahren 1898/1899 eine Strecke von Fürstenberg nach Eberswalde. Durch die beiden Strecken wurde Templin zu einem lokalen Knotenpunkt.
Die Strecken von Prenzlau nach Strasburg und Damme-Brüssow wurden 1898 durch die Prenzlauer Kreisbahnen fertiggestellt. In den folgenden Jahren wuchs das Netz um Verlängerungen und Abzweigungen und zwar 1902 nach Fürstenwerder (Kreisbahn), Löcknitz und Klockow sowie 1906 durch die Angermünder Kreisbahn von Damme nach Schönermark an der Stettiner Bahn. Von Klockow führte seit 1908 die schmalspurige Kleinbahn Klockow–Pasewalk nach Norden weiter; jedoch bis in die Nachkriegszeit nur für den Güterverkehr.
Auch die Preußische Staatsbahn ergänzte das Bahnnetz noch 1913 um die Strecken
- (Templin–)Fährkrug–Fürstenwerder Reichsbahn und
- Tantow–Gartz

Die Kleinbahn Casekow–Penkun–Oder betrieb seit 1899 eine Schmalspurbahn zwischen Oder und Randow-Bruch, die bis in die Vororte von Stettin führte.

#### Wasserstraßen
Die Binnenwasserstraßen Havel-Oder-Wasserstraße, Oder und Westoder sowie der Hafen Schwedt liegen im Ostteil des Landkreises.

## Kfz-Kennzeichen
Am 1. Januar 1994 wurde dem Landkreis das Unterscheidungszeichen UM zugewiesen und seitdem ausgegeben.
Bis etwa zum Jahr 2000 erhielten Fahrzeuge aus den Altkreisen besondere Erkennungsnummern:
| Gebiet                                     | Buchstaben | Zahlen    |
| ------------------------------------------ | ---------- | --------- |
| Altkreis Prenzlau                          | A bis G    | 1 bis 999 |
| Altkreis Prenzlau                          | AA bis GZ  | 1 bis 999 |
| Altkreis Angermünde und Stadt Schwedt/Oder | H bis R    | 1 bis 999 |
| Altkreis Angermünde und Stadt Schwedt/Oder | HA bis RZ  | 1 bis 999 |
| Altkreis Templin                           | S bis Z    | 1 bis 999 |
| Altkreis Templin                           | SB bis ZZ  | 1 bis 999 |

Seit dem 3. April 2014 sind aufgrund der Kennzeichenliberalisierung zudem die Unterscheidungszeichen ANG (Angermünde), PZ (Prenzlau), SDT (Schwedt/Oder) und TP (Templin) erhältlich.

## Eingliederungen und Zusammenschlüsse von Gemeinden
In der Tabelle sind die Eingliederungen und Zusammenschlüsse von Gemeinden seit der Bildung des Landkreises am 5. Dezember 1993 erfasst.
| Gemeinde                 | Datum             | Eingliederung von | nach         | Zusammenschluss von                                                                                                 | zu                       |
| ------------------------ | ----------------- | --- | ------------ | --- | ------------------------ |
| Angermünde               | 31. Dezember 2000 | Altkünkendorf | Angermünde   | |                          |
| Angermünde               | 26. Oktober 2003  | Biesenbrow Bölkendorf Bruchhagen Crussow Frauenhagen Gellmersdorf Görlsdorf Greiffenberg Günterberg Herzsprung Kerkow Mürow Neukünkendorf Schmargendorf Schmiedeberg Steinhöfel Stolpe Welsow Wilmersdorf Wolletz | Angermünde   | |                          |
| Boitzenburger Land       | 31. Dezember 2001 | |              | Berkholz Boitzenburg Buchenhain Funkenhagen Hardenbeck Haßleben Jakobshagen Klaushagen Warthe Wichmannsdorf         | Boitzenburger Land       |
| Brüssow                  | 31. Dezember 2001 | |              | Bagemühl Brüssow Grünberg Woddow Wollschow                                                                          | Brüssow                  |
| Carmzow-Wallmow          | 31. Dezember 2001 | |              | Carmzow Wallmow | Carmzow-Wallmow          |
| Casekow                  | 31. Dezember 2002 | Woltersdorf | Casekow      | Blumberg Casekow Luckow-Petershagen Wartin                                                                          | Casekow                  |
| Casekow                  | 26. Oktober 2003  | Biesendahlshof | Casekow      | |                          |
| Flieth-Stegelitz         | 31. Dezember 2001 | |              | Flieth Stegelitz | Flieth-Stegelitz         |
| Gartz (Oder)             | 31. Dezember 2002 | |              | Friedrichsthal Gartz (Oder) Geesow Hohenreinkendorf                                                                 | Gartz (Oder)             |
| Gerswalde                | 31. Dezember 2001 | |              | Friedenfelde Gerswalde Groß Fredenwalde Kaakstedt Krohnhorst                                                        | Gerswalde                |
| Gramzow                  | 31. Dezember 2001 | |              | Gramzow Lützlow Meichow Polßen                                                                                      | Gramzow                  |
| Grünow                   | 31. Dezember 1997 | |              | Damme Drense Grünow                                                                                                 | Grünow                   |
| Hohenselchow-Groß Pinnow | 26. Oktober 2003  | |              | Groß Pinnow Hohenselchow                                                                                            | Hohenselchow-Groß Pinnow |
| Lychen                   | 31. Dezember 2001 | Beentz Retzow Rutenberg | Lychen       | |                          |
| Mark Landin              | 31. Dezember 2001 | |              | Grünow Landin Schönermark                                                                                           | Mark Landin              |
| Mescherin                | 31. Dezember 2002 | |              | Mescherin Neurochlitz Radekow Rosow                                                                                 | Mescherin                |
| Milmersdorf              | 1. Juli 1993      | Ahrensdorf (Ausgliederung) | Milmersdorf  | |                          |
| Milmersdorf              | 31. Dezember 2001 | Groß Kölpin | Milmersdorf  | |                          |
| Nordwestuckermark        | 6. Dezember 1993  | Naugarten (Ausgliederung) | Schönermark  | |                          |
| Nordwestuckermark        | 1. Dezember 1997  | |              | Röpersdorf Sternhagen                                                                                               | Röpersdorf-Sternhagen    |
| Nordwestuckermark        | 1. Dezember 1997  | |              | Arendsee Parmen-Weggun                                                                                              | Weggun                   |
| Nordwestuckermark        | 31. Dezember 1997 | |              | Falkenhagen Holzendorf                                                                                              | Holzendorf               |
| Nordwestuckermark        | 1. Mai 1998       | |              | Beenz Gollmitz | Gollmitz                 |
| Nordwestuckermark        | 1. November 2001  | |              | Ferdinandshorst Fürstenwerder Gollmitz Holzendorf Kraatz Naugarten Röpersdorf/Sternhagen Schapow Schönermark Weggun |                          |
| Oberuckersee             | 31. Dezember 2001 | |              | Blankenburg Potzlow Seehausen Warnitz                                                                               | Oberuckersee             |
| Passow                   | 31. Dezember 1998 | |              | Briest Jamikow Passow                                                                                               | Welsebruch               |
| Passow                   | 26. Oktober 2003  | Schönow | Welsebruch   | |                          |
| Prenzlau                 | 6. Dezember 1993  | Seelübbe | Prenzlau     | |                          |
| Prenzlau                 | 1. November 2001  | Blindow Dauer Dedelow Güstow Klinkow Schönwerder | Prenzlau     | |                          |
| Randowtal                | 31. Dezember 2001 | |              | Eickstedt Schmölln Ziemkendorf                                                                                      | Randowtal                |
| Schenkenberg             | 30. Dezember 1997 | |              | Blindow Schenkenberg                                                                                                | Schenkenberg             |
| Schenkenberg             | 1. November 2001  | Blindow (Ausgliederung) | Schenkenberg | |                          |
| Schenkenberg             | 31. Dezember 2001 | |              | Ludwigsburg Schenkenberg                                                                                            | Schenkenberg             |
| Schöneberg               | 31. Dezember 2001 | |              | Felchow Flemsdorf Schöneberg                                                                                        | Schöneberg               |
| Schwedt/Oder             | 6. Dezember 1993  | Blumenhagen Gatow Kunow | Schwedt/Oder | |                          |
| Schwedt/Oder             | 1. Januar 1998    | Kummerow | Schwedt/Oder | |                          |
| Schwedt/Oder             | 1. August 2001    | Criewen Zützen | Schwedt/Oder | |                          |
| Schwedt/Oder             | 31. Dezember 2002 | Stendell | Schwedt/Oder | |                          |
| Schwedt/Oder             | 26. Oktober 2003  | Hohenfelde Vierraden | Schwedt/Oder | |                          |
| Schwedt/Oder             | 1. Januar 2021    | Schöneberg | Schwedt/Oder | |                          |
| Schwedt/Oder             | 19. April 2022    | Berkholz-Meyenburg Mark Landin Passow | Schwedt/Oder | |                          |
| Tantow                   | 31. Dezember 2002 | |              | Schönfeld Tantow | Tantow                   |
| Temmen-Ringenwalde       | 31. Dezember 2001 | |              | Ringenwalde Temmen                                                                                                  | Temmen-Ringenwalde       |
| Templin                  | 1. Juli 1993      | Ahrensdorf | Templin      | |                          |
| Templin                  | 26. Oktober 2003  | Beutel Densow Gandenitz Gollin Groß Dölln Grunewald Hammelspring Herzfelde Klosterwalde Petznick Röddelin Storkow Vietmannsdorf                                                                                   | Templin      | |                          |
| Uckerfelde               | 31. Dezember 2001 | |              | Bertikow Bietikow Falkenwalde Hohengüstow                                                                           | Uckerfelde               |
| Uckerland                | 31. Dezember 2001 | |              | Fahrenholz Güterberg Jagow Lemmersdorf Lübbenow Milow Nechlin Trebenow Wilsickow Wismar Wolfshagen                  | Uckerland                |
| Zichow                   | 31. Dezember 2001 | |              | Fredersdorf Golm Zichow                                                                                             | Zichow                   |

Am 1. Oktober 2004 erhielt die Gemeinde Welsebruch nach ihrem zentralen Ort den Namen Passow.

## Sonstiges
Im Kreisgebiet wird gelegentlich noch ostniederdeutsches Platt gesprochen.
Die fünf flächenmäßig größten Kommunen des Landkreises sind Templin (379,58 km²), Schwedt/Oder (360,73 km²), Angermünde (324,24 km²), Nordwestuckermark (254,33 km²) und Boitzenburger Land (217,37 km²).